# Кунач (Курська область)
Кунач (рос. Кунач) — присілок в Щигровському районі Курської області Російської Федерації.
Населення становить 263 особи. Входить до складу муніципального утворення Крутовська сільрада.

## Історія
Населений пункт розташований на території українського етнічного та культурного краю Східна Слобожанщина.
Від 2004 року входить до складу муніципального утворення Крутовська сільрада.

## Населення
| 2002 | 2010 |
| ---- | ---- |
| 292  | ↘263 |